# رون فوستر (ممثل)
رون فوستر (بالإنجليزية: Ron Foster)‏ هو ممثل أمريكي، ولد في 19 فبراير 1930 في الولايات المتحدة، وتوفي في 26 فبراير 2015.

## وصلات خارجية
- رون فوستر على موقع IMDb (الإنجليزية)
- رون فوستر على موقع أول موفي (الإنجليزية)
- رون فوستر على موقع قاعدة بيانات الفيلم (الإنجليزية)